# زیباترین لحظه در زندگی، قسمت ۱
زیباترین لحظه در زندگی، قسمت ۱ (به انگلیسی: The Most Beautiful Moment in Life, Pt. 1؛ به کره‌ای: 화양연화 pt.1؛ به هانجا: 花樣年華 pt.1؛ Hwayangyeonhwa pt.1) سومین آلبوم چندآهنگهٔ گروه پسرانهٔ کره‌ای بی‌تی‌اس است. این آلبوم در ۲۹ آوریل ۲۰۱۵، توسط بیگ هیت اینترتینمنت منتشر شد و در دو نسخه و شامل نه قطعه است. تک‌آهنگ لید این آلبوم «به تو نیاز دارم» و تک‌آهنگ بعدی آن «عالی» است.

## عملکرد تجاری
بلافاصله پس از انتشار آلبوم، «به تو نیاز دارم» به پرجستجوترین واژه در وبگاه‌های پرتال کره‌ای تبدیل شد و در چندین جدول موسیقی همچون سوریبادا، جینی و داوم میوزیک شمارهٔ یک شد. این ترانه همچنین در ۱۰ شمارهٔ اول جداول ملون، باگز و ناور میوزیک جای گرفت. موزیک ویدئوی «به تو نیاز دارم»، در عرض ۱۶ ساعت و موزیک ویدئوی «عالی» در کم‌تر از ۱۵ ساعت به یک میلیون بازدید رسید؛ این سریع‌ترین زمانی بود که بی‌تی‌اس به یک میلیون بازدید دست یافت. «عالی» نخستین موزیک ویدئوی گروه بود که از مرز ۱۰۰ میلیون بازدید یوتیوب گذشت و بی‌تی‌اس اولین گروه کی-پاپ خارج از «سه کمپانی بزرگ» (اس‌ام، وای‌جی و جی‌وای‌پی) بود که به این رکورد دست یافت.
«به تو نیاز دارم» در ۵ مهٔ ۲۰۱۵، در برنامهٔ موسیقی کره‌ای د شوی اس‌بی‌اس ام‌تی‌وی شمارهٔ یک شد و نخستین باری بود که بی‌تی‌اس در یک برنامهٔ موسیقی برنده می‌شد. تک‌آهنگ «به تو نیاز دارم» در کرهٔ جنوبی، با فروش ۹۳٬۷۹۰ واحد دیجیتال در هفتهٔ اول، در جدول دیجیتال هفتگی گائون و جدول دانلودهای گائون شمارهٔ پنج شد. در نهایت ۸۵۰٬۰۰۰ دانلود دیجیتال از این تک‌آهنگ صورت گرفت. زیباترین لحظه در زندگی، قسمت ۱ پس از انتشار، در جدول هفتگی آلبوم‌های گائون دوم شد و در هفتهٔ بعد به صدر جدول رسید. این آلبوم در ماه مه، در جایگاه دوم جدول ماهانهٔ آلبوم‌های گائون قرار گرفت. بی‌تی‌اس در چین، طی دو هفتهٔ متوالی در جدول ویبوی گائون اول شد. آلبوم در ژاپن، در جدول هفتگی آلبوم‌های اوریکون در رتبهٔ ۲۴ و در جدول ماهانهٔ آلبوم‌های اوریکون در رتبهٔ ۴۵ قرار گرفت. زیباترین لحظه در زندگی، قسمت ۱ با فروش بیش از ۲۰۰٬۰۰۰ کپی، ششمین آلبوم پرفروش کرهٔ جنوبی در سال ۲۰۱۵ بود.
شش ترانه از این آلبوم در جدول ترانه‌های دیجیتال ملل بیلبورد قرار گرفت؛ «به تو نیاز دارم» با بالاترین رتبه در در رتبهٔ چهارم، «عالی» (رتبهٔ ۱۱)، «محکم بغلم کن» (رتبهٔ ۱۲)، «پسران هیجان‌زده» (رتبهٔ ۱۳)، «کانورس بلند» (رتبهٔ ۱۵) و «خاتمه: عشق پایان نیافته‌است» (رتبهٔ ۲۵). «عالی» نیز در ۱۱ ژوئیه، در جایگاه سوم جدول ترانه‌های دیجیتال قرار گرفت. زیباترین لحظه در زندگی، قسمت ۱ پس از انتشار، در جدول آلبوم‌های ملل بیلبورد دوم و در جدول هیت‌سیکرهای برتر بیلبورد ششم شد و برای نخستین بار به جدول آلبوم‌های مستقل بیلبورد وارد شد و در جایگاه ۲۰ قرار گرفت؛ این‌ها بالاترین رتبه میان تمام آلبوم‌های بی‌تی‌اس بود. فیوز این آلبوم را در جایگاه ۲۴ فهرست «۲۷ آلبوم برتر ۲۰۱۵ تاکنون» قرار داد؛ بی‌تی‌اس تنها هنرمند کره‌ای این جدول بود.

## لیست ترانه‌ها
جزئیات برگرفته از یادداشت‌های آلبوم فیزیکی است.
| شماره      | نام                             | نویسنده(ها)                                          | تهیه‌کننده(ها)     | مدت   |
| ---------- | ------------------------------- | ---------------------------------------------------- | ----------------- | ----- |
| ۱.         | «مقدمه: زیباترین لحظه در زندگی» | اسلو ربیت شوگا                                       | اسلو ربیت         | ۲:۰۳  |
| ۲.         | «به تو نیاز دارم»               | پی‌داگ «هیت‌من» بنگ رپ مانستر شوگا جی-هوپ برادر سو     | پی‌داگ             | ۳:۳۱  |
| ۳.         | «محکم بغلم کن»                  | اسلو ربیت پی‌داگ وی رپ مانستر شوگا جی-هوپ             | اسلو ربیت         | ۴:۳۵  |
| ۴.         | «اسکیت: توقع!»                  |                                                      | پی‌داگ «هیت‌من» بنگ | ۲:۲۷  |
| ۵.         | «عالی»                          | پی‌داگ گویس بنگ منگ «هیت‌من» بنگ رپ مانستر شوگا جی-هوپ | پی‌داگ             | ۴:۰۰  |
| ۶.         | «پسران هیجان‌زده»                | شوگا پی‌داگ «هیت‌من» بنگ رپ مانستر جی-هوپ جین جیمین وی | شوگا پی‌داگ        | ۴:۰۴  |
| ۷.         | «کانورس بلند»                   | پی‌داگ اسلو ربیت رپ مانستر شوگا جی-هوپ                | پی‌داگ اسلو ربیت   | ۳:۲۹  |
| ۸.         | «ادامه دادن»                    | پی‌داگ رپ مانستر شوگا جی-هوپ                          | پی‌داگ             | ۴:۵۲  |
| ۹.         | «خاتمه: عشق پایان نیافته‌است»    | جونگ کوک اسلو ربیت پی‌داگ جین                         | جونگ‌کوک اسلو ربیت | ۲:۲۳  |
| مجموع مدت: | مجموع مدت:                      | مجموع مدت:                                           | مجموع مدت:        | ۳۱:۳۰ |

## جداول
| آلبوم‌های بلژیک (فلاندرز اولتراتاپ)     | ۱۸۶ |
| آلبوم‌های بلژیک (والونیا اولتراتاپ)     | ۱۸۰ |
| جدول ویبو چین                          | ۱   |
| جدول آلبوم‌های اوریکون ژاپن             | ۲۴  |
| جدول آلبوم‌های گائون ۲۰۱۵ کرهٔ جنوبی     | ۱   |
| جدول آلبوم‌های گائون ۲۰۱۶ کرهٔ جنوبی     | ۱   |
| جدول آلبوم‌های ملل بیلبورد ایالات متحده | ۲   |
| آلبوم‌های مستقل بیلبورد ایالات متحده    | ۲۰  |
| هیت‌سیکرهای برتر ایالات متحده (بیلبورد) | ۶   |
| نسخهٔ ژاپنی                             |     |
| جدول آلبوم‌های اوریکون ژاپن             | ۹   |

| جدول (۲۰۱۶–۲۰۱۵)              | بالاترین موقعیت |
| ----------------------------- | --------------- |
| جدول آلبوم‌های گائون کرهٔ جنوبی | ۱               |
| جدول آلبوم‌های اوریکون ژاپن    | ۴۵              |

| جدول                               | موقعیت |
| ---------------------------------- | ------ |
| جدول آلبوم‌های گائون ۲۰۱۵ کرهٔ جنوبی | ۶      |
| جدول آلبوم‌های گائون ۲۰۱۶ کرهٔ جنوبی | ۲۵     |
| جدول آلبوم‌های گائون ۲۰۱۷ کرهٔ جنوبی | ۶۰     |
| جدول آلبوم‌های گائون ۲۰۱۸ کرهٔ جنوبی | ۵۹     |
| جدول آلبوم‌های گائون ۲۰۱۹ کرهٔ جنوبی | ۶۹     |

| ترانه‌های دیجیتال ملل بیلبورد (۲۰۱۵) | بالاترین موقعیت |
| ----------------------------------- | --------------- |
| «به تو نیاز دارم»                   | ۴               |
| «عالی»                              | ۳               |
| «محکم بغلم کن»                      | ۱۲              |
| «پسران هیجان‌زده»                    | ۱۳              |
| «کانورس بلند»                       | ۱۵              |
| «خاتمه: عشق پایان نیافته‌است»        | ۱۰              |

| ۱۰۰ آهنگ داغ فیلیپین بیلبورد (۲۰۱۷) | بالاترین موقعیت |
| ----------------------------------- | --------------- |
| «به تو نیاز دارم»                   | ۱۹              |
| «عالی»                              | ۵۱              |

## فروش
| جدول              | فروش                                      |
| ----------------- | ----------------------------------------- |
| کرهٔ جنوبی (گائون) | ۵۱۷٬۸۰۵                                   |
| ژاپن (اوریکون)    | - نسخهٔ ژاپنی: ۵٬۰۱۹+ - نسخهٔ کره‌ای: ۷٬۰۴۲+ |
| ایالات متحده      | ۲٬۰۰۰+                                    |

## تاریخچهٔ انتشار
| کشور      | تاریخ           | قالب                 | ناشر             | توضیحات    |
| --------- | --------------- | -------------------- | ---------------- | ---------- |
| کرهٔ جنوبی | ۲۹ آوریل ۲۰۱۵   | سی‌دی، دانلود دیجیتال | لوئن اینترتینمنت | —          |
| ژاپن      | ۲ مهٔ ۲۰۱۵       | سی‌دی                 | لوئن اینترتینمنت | —          |
| تایوان    | ۲ ژوئن ۲۰۱۵     | سی‌دی                 | لوئن اینترتینمنت | —          |
| ژاپن      | ۱۶ سپتامبر ۲۰۱۵ | سی‌دی                 | پونی کنیون       | نسخهٔ ژاپنی |

## واژه‌نامه
1. ↑  Intro: The Most Beautiful Moment in Life, Intro: 화양연화; Intro: Hwayangyeonhwa
2. ↑  I Need U
3. ↑  Hold Me Tight, 잡아줘; Jabajwo
4. ↑  Skit: Expectation!
5. ↑  Dope, 쩔어; Jjeoreo
6. ↑  Boyz With Fun, 흥탄소년단; Heungtan sonyeondan
7. ↑  Converse High
8. ↑  Moving On, 이사; Isa
9. ↑  Outro: Love Is Not Over